# Unione Sportiva Crotone 1977-1978
Questa voce raccoglie le informazioni riguardanti l'Unione Sportiva Crotone nelle competizioni ufficiali della stagione 1977-1978.

## Rosa
| N. |                   | Ruolo | Calciatore             |
| -- | ----------------- | ----- | ---------------------- |
|    | Italia (bandiera) | C     | Alessandro Abbondanza  |
|    | Italia (bandiera) | D     | Alberto Aceti          |
|    | Italia (bandiera) | C     | Roberto Bicchierai     |
|    | Italia (bandiera) | D     | Angelo Bonni           |
|    | Italia (bandiera) | D     | Giovanni Botti         |
|    | Italia (bandiera) | C     | Roberto Calzoni        |
|    | Italia (bandiera) | D     | Giorgio Cantelli       |
|    | Italia (bandiera) | A     | Fortunato Cappellaccio |
|    | Italia (bandiera) | P     | Walter Caprioli        |
|    | Italia (bandiera) | A     | Gilberto Cardinali     |
|    | Italia (bandiera) |       | Conca                  |
|    | Italia (bandiera) | D     | Walter Franchini       |
|    | Italia (bandiera) | D     | Eugenio Fumagalli      |

| N. |                   | Ruolo | Calciatore         |
| -- | ----------------- | ----- | ------------------ |
|    | Italia (bandiera) | A     | Roberto Ghidini    |
|    | Italia (bandiera) |       | Graziano           |
|    | Italia (bandiera) | C     | Antonio Labonia    |
|    | Italia (bandiera) | C     | Gianfranco Lizzari |
|    | Italia (bandiera) | C     | Doriano Maino      |
|    | Italia (bandiera) | P     | Ubaldo Novembre    |
|    | Italia (bandiera) | C     | Giuseppe Palazzese |
|    | Italia (bandiera) |       | Pecora             |
|    | Italia (bandiera) | D     | Flaviano Pesce     |
|    | Italia (bandiera) | C     | Claudio Piemonte   |
|    | Italia (bandiera) | A     | Paolo Piras        |
|    | Italia (bandiera) | A     | Giuseppe Raffaele  |